# 河村董
河村 董（かわむら ただし、1883年（明治16年）8月14日 - 1971年（昭和46年）3月29日）は、大日本帝国陸軍軍人。最終階級は陸軍中将。功三級。

## 経歴
1883年（明治16年）に東京府で生まれた。陸軍士官学校第18期、陸軍大学校第31期卒業。1930年（昭和5年）8月1日に陸軍歩兵大佐進級と同時に陸軍省軍務局兵務課長に着任。1931年（昭和6年）3月に陸軍省高級副官に転じ、1932年（昭和7年）8月に歩兵第29連隊長、1934年（昭和9年）3月に朝鮮軍参謀を歴任した。
1935年（昭和10年）3月15日に陸軍少将と同時に第16師団司令部附となり、12月2日に歩兵第36旅団長に就任した。1937年（昭和12年）3月に第4師団司令部附を経て、1938年（昭和13年）3月1日に陸軍中将に進級し、新規編制されていた独立混成第4旅団長（北支那方面軍・第1軍）に就任し、日中戦争に出動。太行山脈で討伐戦に任じた。1939年（昭和14年）3月に留守第6師団長に就任し、1941年（昭和16年）3月1日に待命、3月31日に予備役に編入された。1945年（昭和20年）3月31日に召集され岡山連隊区司令官兼岡山地区司令官に就任した。
1947年（昭和22年）11月28日、公職追放仮指定を受けた。